# Rammingen (Bawaria)
Rammingen – miejscowość i gmina w Niemczech, w kraju związkowym Bawaria, w rejencji Szwabia, w regionie Donau-Iller, w powiecie Unterallgäu, wchodzi w skład wspólnoty administracyjnej Türkheim. Leży w Szwabii, około 5 km na wschód od Mindelheimu.

## Demografia
| Rok  | Liczba mieszk. |
| ---- | -------------- |
| 1970 | 1 014          |
| 1987 | 1 164          |
| 2000 | 1 309          |

## Polityka
Wójtem gminy jest Anton Schwele, rada gminy składa się z 12 osób.
|      | Freie Wählergemeinschaft | Unabhängige Wählergemeinschaft | Razem |
| 2008 | 6                        | 6                              | 12    |
| 2002 | 6                        | 6                              | 12    |

## Oświata
W gminie znajduje się przedszkole oraz szkoła podstawowa.